# Referendum federali in Svizzera del 2015
In Svizzera nel 2015 si sono tenuti sei referendum popolari in due diverse date: 8 marzo e 14 giugno.

## Referendum di marzo
L'8 marzo 2015 gli elettori sono stati chiamati a esprimersi su due quesiti.

### Primo quesito
Il primo quesito riguardava la proposta d'iniziativa popolare "Sostenere le famiglie! Esentare dalle imposte gli assegni per i figli e gli assegni di formazione", che chiedeva di esentare dalle imposte sul reddito gli assegni per i figli e gli assegni di formazione (forme di sostegno finanziario riservati rispettivamente a famiglie con figli minori di 16 anni e con figli tra i 16 e i 25 anni in formazione presso licei, università o apprendistati). Il Parlamento aveva respinto l'iniziativa, il Consiglio nazionale con 159 no, 35 sì e 4 astensioni e il Consiglio degli Stati con 32 no e 13 sì. Anche il Consiglio federale raccomandava di respingere l'iniziativa ritenendo che avrebbe favorito principalmente le famiglie con reddito elevato e non ravvisando la necessità di prevedere ulteriori sgravi fiscali per le famiglie con figli oltre a quelli già accordati.

### Secondo quesito
Il secondo quesito riguardava la proposta d'iniziativa popolare "Imposta sull'energia invece dell’IVA" che chiedeva l'introduzione di un'imposta sulle energie non rinnovabili (petrolio, gas naturale, carbone e uranio) che avrebbe sostituito l'IVA, di cui si chiedeva l'abolizione. Il Parlamento aveva respinto l'iniziativa, il Consiglio nazionale con 171 no e 27 sì e il Consiglio degli Stati con 40 no, 3 sì e 2 astensioni. Anche il Consiglio federale, pur condividendo il principio dell'introduzione di tasse incentivanti per ridurre le emissioni inquinanti, raccomandava di respingere l'iniziativa ritenendola irresponsabile e rischiosa abolendo la principale fonte di entrate della Confederazione e imponendo così aliquote elevate per la nuova tassa, che avrebbero gravato pesantemente sulle famiglie a basso reddito.

### Risultati
| Titolo sintetico                                       | Sì      | Sì   | No        | No   | Nulli  | Totale    | Iscritti  | Affluenza | Cantoni a favore | Cantoni a favore | Cantoni contro | Cantoni contro | Risultato |
| Titolo sintetico                                       | Voti    | %    | Voti      | %    | Nulli  | Totale    | Iscritti  | Affluenza | Pieni            | Mezzi            | Pieni          | Mezzi          | Risultato |
| ------------------------------------------------------ | ------- | ---- | --------- | ---- | ------ | --------- | --------- | --------- | ---------------- | ---------------- | -------------- | -------------- | --------- |
| Iniziativa per la detassazione degli assegni familiari | 537.795 | 24,6 | 1.650.109 | 75,4 | 22.987 | 2.210.891 | 5.254.965 | 42,1      | 0                | 0                | 20             | 6              | Respinto  |
| Iniziativa per l'imposta sull'energia invece dell'IVA  | 175.405 | 8,0  | 2.010.326 | 92,0 | 24.390 | 2.210.121 | 5.254.965 | 42,1      | 0                | 0                | 20             | 6              | Respinto  |

## Referendum di giugno

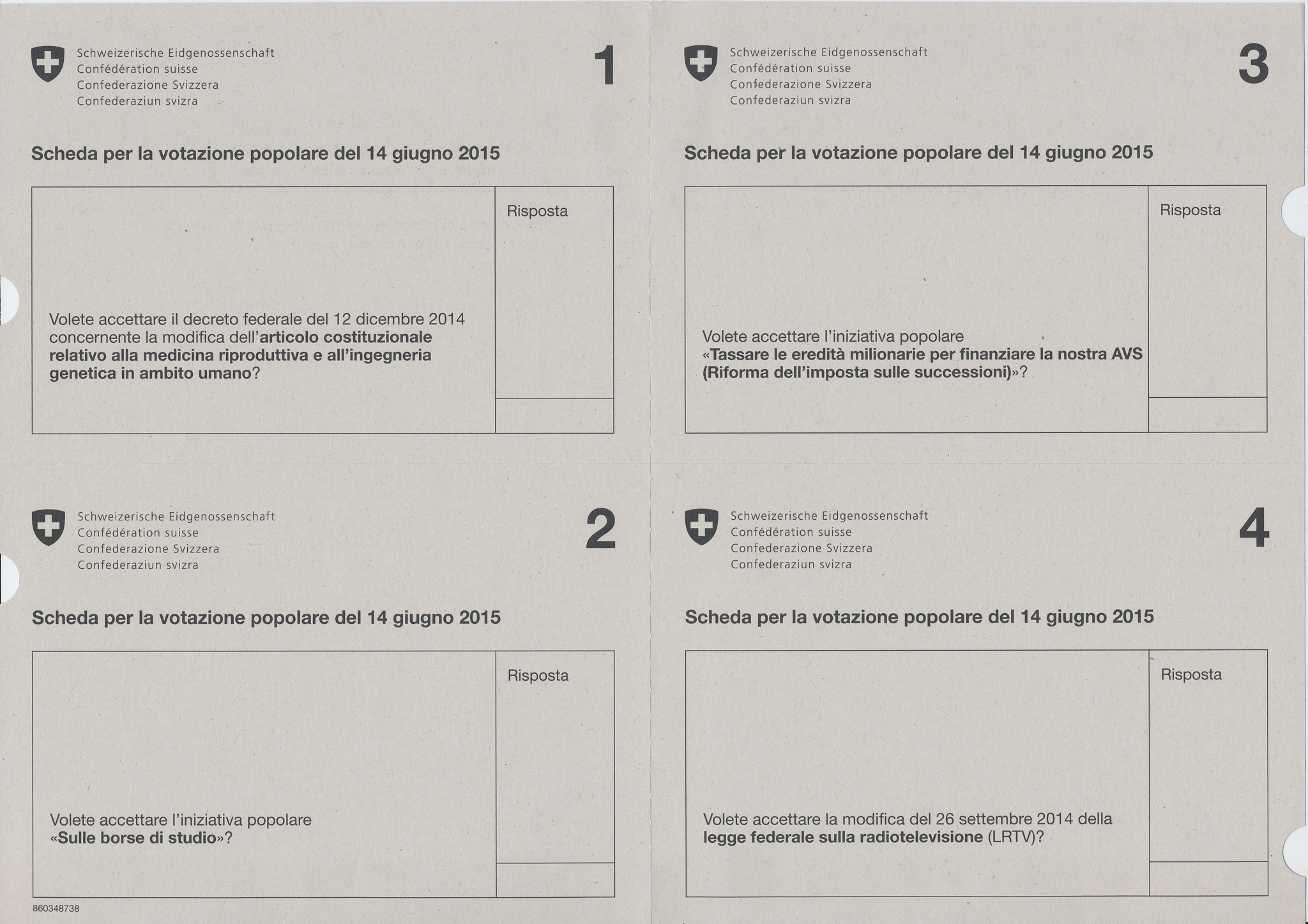
Scheda in lingua italiana

Il 14 giugno 2015 gli elettori sono stati chiamati a esprimersi su quattro quesiti.

### Primo quesito
Il primo quesito riguardava la conferma del decreto federale del 12 dicembre 2014 concernente la modifica dell’articolo costituzionale relativo alla medicina riproduttiva e all’ingegneria genetica in ambito umano. Il decreto modificava l'articolo 119 della Costituzione federale per creare le condizioni affinché la diagnosi preimpianto (DPI) potesse essere eseguita in Svizzera con prospettive promettenti, in particolare consentendo lo sviluppo di più embrioni di quanti se ne possano impiantare immediatamente nell'utero della madre e consentendo di congelare gli embrioni non utilizzati per eventuali ulteriori trattamenti. Il Parlamento aveva approvato il decreto, il Consiglio nazionale con 160 sì, 31 no e 4 astensioni e il Consiglio degli Stati con 34 sì, 8 no e 3 astensioni. Trattandosi di una modifica costituzionale, essa era però automaticamente sottoposta a referendum.

### Secondo quesito
Il secondo quesito riguardava la proposta d'iniziativa popolare "Sulle borse di studio", che chiedeva che le condizioni per la concessione e gli importi delle borse di studio per studenti universitari e frequentanti di corsi di formazione professionale superiore, di competenza cantonale, fossero armonizzate a livello federale. La competenza in materia sarebbe quindi stata trasferita dai Cantoni alla Confederazione. Il Parlamento aveva respinto l'iniziativa, il Consiglio nazionale con 135 no, 58 sì e 2 astensioni e il Consiglio degli Stati con 32 no, 12 sì e 1 astensione. Anche il Consiglio federale raccomandava di respingere l'iniziativa, ritenendo che fosse preferibile che la materia rimanesse di competenza dei cantoni, in modo tale da tenere in conto le differenze nel costo della vita o l'esistenza di altri tipi di sussidi, variabili da cantone a cantone. Il Consiglio riteneva inoltre l'iniziativa inutile data l'esistenza di un concordato tra Cantoni che aveva già avviato un processo di armonizzazione.

### Terzo quesito
Il terzo quesito riguardava la proposta d'iniziativa popolare "Tassare le eredità milionarie per finanziare la nostra AVS (Riforma dell’imposta sulle successioni)", che chiedeva di introdurre un'imposta nazionale sulle successioni e sulle donazioni di più di 2 milioni di franchi, che sarebbero state soggette ad un'aliquota di imposta del 20%. Il gettito di tale nuova imposta sarebbe andato per un terzo ai Cantoni e per due terzi all'AVS (Assicurazione Vecchiaia e Superstiti). Contestualmente le esistenti imposte cantonali sulle successioni e sulle donazioni sarebbero state abolite. La proposta prevedeva inoltre che tutte le donazioni a partire dal 1 gennaio 2012 sarebbero state soggette retroattivamente alla nuova imposta e prevedeva delle esenzioni dall'imposta per quote successorie e donazioni a favore del coniuge o partner registrato e di fondazioni di pubblica utilità e delle riduzioni per le imprese e le aziende agricole a condizione che gli eredi ne proseguissero l'attività per almeno 10 anni.  Il Parlamento aveva respinto l'iniziativa, il Consiglio nazionale con 135 no, 60 sì e 1 astensione e il Consiglio degli Stati con 34 no, 9 sì e 2 astensioni. Anche il Consiglio federale raccomandava di respingere l'iniziativa, ritenendo che essa avrebbe reso più difficile la successione d'impresa, soprattutto per le aziende familiari, e ritenendo sproporzionata la lunga durata della retroattività.

### Quarto quesito
Il quarto quesito riguardava la conferma della modifica del 26 settembre 2014 della legge federale sulla radiotelevisione (LRTV). La legge sostituiva l'esistente canone radiotelevisivo basato sul possesso di un apparecchio di ricezione con un canone generalizzato di 400 franchi (anziché gli attuali 462) per tutte le economie domestiche e di un importo variabile a seconda del fatturato per le imprese. La legge si basava sull'assunto che con l'avvento di Internet apparecchi come telefonini, tablet e computer permettevano l'accesso a trasmissioni anche senza una radio o un televisore tradizionali. Il Parlamento aveva approvato la legge, il Consiglio nazionale con 109 sì, 85 no e 4 astensioni e il Consiglio degli Stati con 28 sì, 14 no e 3 astensioni. Contro la legge era stato chiesto un referendum da parte di un comitato, che criticava che anche chi non possedesse televisori dovesse pagare l'imposta.

### Risultati
| Titolo sintetico                                     | Sì        | Sì   | No        | No   | Nulli  | Totale    | Iscritti  | Affluenza | Cantoni a favore | Cantoni a favore | Cantoni contro | Cantoni contro | Risultato |
| Titolo sintetico                                     | Voti      | %    | Voti      | %    | Nulli  | Totale    | Iscritti  | Affluenza | Pieni            | Mezzi            | Pieni          | Mezzi          | Risultato |
| ---------------------------------------------------- | --------- | ---- | --------- | ---- | ------ | --------- | --------- | --------- | ---------------- | ---------------- | -------------- | -------------- | --------- |
| Modifica costituzionale sulla medicina riproduttiva  | 1.377.613 | 61,9 | 846.865   | 38,1 | 66.515 | 2.290.993 | 5.265.120 | 43,5      | 17               | 3                | 3              | 3              | Approvato |
| Iniziativa sulle borse di studio                     | 610.284   | 27,5 | 1.611.911 | 72,5 | 65.360 | 2.287.555 | 5.265.120 | 43,4      | 0                | 0                | 20             | 6              | Respinto  |
| Iniziativa di riforma dell'imposta sulle successioni | 657.851   | 29,0 | 1.613.982 | 71,0 | 29.487 | 2.301.320 | 5.265.120 | 43,7      | 0                | 0                | 20             | 6              | Respinto  |
| Modifica legge federale sulla radiotelevisione       | 1.128.522 | 50,1 | 1.124.873 | 49,9 | 44.568 | 2.297.963 | 5.265.120 | 43,7      | -                | -                | -              | -              | Approvato |